# Sulibórz (powiat drawski)
Sulibórz (niem. Carlshoff) – osada w Polsce położona w województwie zachodniopomorskim, w powiecie drawskim, w gminie Czaplinek. W latach 1975–1998 miejscowość administracyjnie należała do województwa koszalińskiego. W roku 2007 osada liczyła 3 mieszkańców. Miejscowość wchodzi w skład sołectwa Drahimek.

## Geografia
Osada leży ok. 1,2 km na północny zachód od Drahimka, ok. 1 km na wschód od jeziora Drawsko.